# Crepidodera ussuriensis
Crepidodera ussuriensis es un coleóptero de la familia Chrysomelidae. Fue descrita científicamente en 1996 por Konstantinov.